# 渡辺惣樹
渡辺 惣樹（わたなべ そうき、1954年 - ）は、日本近現代史研究家。ソーワトレーディング代表。日本開国から太平洋戦争開戦までの日米関係史を研究し、著作を発表している。『日米衝突の萌芽 1898-1918』により第22回山本七平賞奨励賞を受賞した。

## 略歴
静岡県下田市出身。1977年（昭和52年）、東京大学経済学部卒業。日本専売公社（現・日本たばこ産業）に勤務する。1982年（昭和57年）、カナダに移住する。ソーワトレーディング代表を務める。

## 著作

### 単著
- 『日本開国　アメリカがペリー艦隊を派遣した本当の理由』草思社、2009年12月。ISBN 978-4-7942-1737-0。草思社文庫、2016年6月
- 『日米衝突の根源 1858-1908』草思社、2011年10月。ISBN 978-4-7942-1862-9。草思社文庫、2018年6月
- 『TPP知財戦争の始まり』草思社、2012年2月。ISBN 978-4-7942-1885-8。
- 『日米衝突の萌芽 1898-1918』草思社、2013年6月。ISBN 978-4-7942-1986-2。草思社文庫、2018年10月
- 『朝鮮開国と日清戦争　アメリカはなぜ日本を支持し、朝鮮を見限ったか』草思社、2014年12月。ISBN 978-4-7942-2098-1。草思社文庫、2016年10月 - 年表・索引あり。
- 『アメリカの対日政策を読み解く』草思社、2016年4月
- 『戦争を始めるのは誰か　歴史修正主義の真実』文藝春秋〈文春新書〉、2017年1月
- 『誰が第二次世界大戦を起こしたのか　フーバー大統領『裏切られた自由』を読み解く』草思社、2017年7月。草思社文庫、2020年12月
- 『第二次世界大戦アメリカの敗北　米国を操ったソビエトスパイ』文春新書、2018年6月
- 『アメリカ民主党の崩壊 2001-2020』PHP研究所、2020年1月
- 『日米戦争を望んだのは誰か　真珠湾と原爆』ワック、2020年8月／ワック・新書判、2024年11月
- 『英国の闇 チャーチル　世界大戦を引き起こした男』ビジネス社、2020年9月
- 『公文書が明かすアメリカの巨悪　フェイクニュースにされた「陰謀論」の真実』ビジネス社、2021年4月
- 『アメリカ民主党の欺瞞 2020-2024』PHP研究所、2021年5月
- 『第二次世界大戦とは何だったのか　戦争指導者たちの謀略と工作』PHP研究所、2022年2月／PHP文庫、2025年4月
- 『世界史を狂わせた女たち　第二次大戦のスパイと、共産主義と寝たレディの物語』ビジネス社、2022年10月
- 『ネオコンの残党との最終戦争　甦る米国の保守主義』ビジネス社、2023年2月
- 『虚像のロシア革命　後付け理論で繕った唯物史観の正体』徳間書店、2023年8月
- 『史跡は語る 武蔵国（埼玉）編　教科書が伝えない歴史考察』徳間書店、2023年11月
- 『トランプが戦争を止める　米露蜜月とネオコンの崩壊』PHP研究所、2025年1月

### 共著
- 宮崎正弘 『激動の日本近現代史　歴史修正主義の逆襲』ビジネス社、2017年9月、新装版・2020年10月
- 宮崎正弘 『戦後支配の正体　1945－2020』ビジネス社、2020年4月
- 茂木誠 『教科書に書けないグローバリストの近現代史』ビジネス社、2022年2月
- 福井義高『「正義の戦争」は嘘だらけ！　ネオコン対プーチン』ワック・新書判、2022年8月
- 馬渕睦夫『謀略と捏造の二〇〇年戦争　釈明史観からは見えないウクライナ戦争と米国衰退の根源』徳間書店、2022年12月
- 「歴史にひそむ嘘の見破り方」第2章収録 -『世界のニュースに隠された 大嘘を見破る方法』宝島社、2023年3月
- 茂木誠『教科書に載らないあの人物、この事件！　伊豆半島編』ビジネス社、2023年5月
- ジェイソン・モーガン『覚醒の日米史観　捏造された正義、正当化された殺戮』徳間書店、2024年6月
- 福井義高『「腹黒い」近現代史　東大教授には書けない！』ビジネス社、2024年8月

### 翻訳
- チャールズ・マックファーレン『日本1852　ペリー遠征計画の基礎資料』草思社、2010年10月。ISBN 978-4-7942-1778-3。草思社文庫、2016年8月 - 原タイトル：Japan。
- カレイ・マックウィリアムス『日米開戦の人種的側面　アメリカの反省1944』草思社、2012年7月。ISBN 978-4-7942-1911-4。 - 原タイトル：PREJUDICE Japanese-Americans:Symbol of Racial Intolerance。
- ジェフリー・レコード『アメリカはいかにして日本を追い詰めたか　「米国陸軍戦略研究所レポート」から読み解く日米開戦』編訳・解説、草思社、2013年11月。ISBN 978-4-7942-2015-8。草思社文庫、2017年2月 - 原タイトル：Japan’s Decision for War in 1941
- ハミルトン・フィッシュ『ルーズベルトの開戦責任　大統領が最も恐れた男の証言』草思社、2014年9月。ISBN 978-4-7942-2062-2。草思社文庫、2017年4月 - 原タイトル：FDR THE OTHER SIDE OF THE COIN。
- スティーヴン・ロマゾウ／エリック・フェットマン 『ルーズベルトの死の秘密　日本が戦った男の死に方』草思社、2015年3月
- マリン・カツサ 『コールダー・ウォー　ドル覇権を崩壊させるプーチンの資源戦争』草思社、2015年5月。草思社文庫、2022年8月
- スティーブン・キンザー 『ダレス兄弟　国務長官とCIA長官の秘密の戦争』草思社、2015年11月
- ハーバート・フーバー 『裏切られた自由　フーバー大統領が語る第二次世界大戦の隠された歴史とその後遺症』

ジョージ・H・ナッシュ編、草思社（上・下）、2017年7月-11月
- チャールズ・カラン・タンシル 『裏口からの参戦　ルーズベルト外交の正体 1933-1941』 草思社（上・下）、2018年8月

### 記事
- 「世界・アジア・日本 著者インタビュー 『日米衝突の根源 1858……1908』渡辺惣樹さん」『アジア時報』、アジア調査会、2012年.1・2、61-76頁、ISSN 0288-0377。
- 「読書の時間 BOOK LESSON 日米衝突の根源 1858…1908 渡辺惣樹著 アメリカの対日恐怖心を抉り出す」『正論』第480号、産経新聞社、2012年2月、274-277頁。
- 「「日米開戦の人種的側面 アメリカの反省1944」を語る 日米戦争は「人種戦争」だった」『歴史通』第22号、ワック、2013年1月、176-183頁。
- 「緊急インタビュー TPPの正体と国益」『正論』第494号、産経新聞社、2013年3月、86-91頁。
- 「明治 日米戦争 知られざる「原点」」『文藝春秋』第91巻第12号、文藝春秋、2013年11月、281-283頁。
- 「山本七平賞奨励賞受賞！ アメリカの「慰安婦」騒動を解決する決定的ロジック」『正論』第504号、産経新聞社、2014年1月、94-105頁。
- 「BOOK LESSON特別版 日米開戦・民事訴訟なら「ルーズベルトは有罪」　ここまで変わった米国の戦争史観」『正論』第506号、産経新聞社、2014年3月、184-190頁。
- 「日米が不幸だった時代への旅を」『正論』第507号、産経新聞社、2014年4月、134-145頁。
- 「参戦願望を暴（あば）いた「超A級スパイ事件」　正統派の歴史解釈に突きつけられたスパイ事件の核心部分とは」『歴史通』第30号、ワック、2014年5月、199-213頁。
- 「「ルーズベルト神話」が燃え落ちる日」『正論』第512号、産経新聞社、2014年9月、186-199頁。
- 渡辺惣樹、宮崎正弘 述「特別対談 TPPでアメリカが狙うのは知財侵害大国、中国封じ込め」『エルネオス』第20巻第12号、エルネオス出版社、2014年12月、54-57頁。
- 「歴史論争に備えよ 南京・慰安婦論争 本当の敵はアメリカだ」『文藝春秋special』第9巻第2号、文藝春秋、2015年.春、172-182頁。
- 渡辺惣樹、宮崎正弘 述「特別対談 今、日中韓の関係を読み解くために『朝鮮開国と日清戦争』を語り合う」『エルネオス』第21巻第1号、エルネオス出版社、2015年1月、58-63頁。
- 「ヒラリーの新たなスキャンダル」『Voice』第446号、PHP研究所、2015年2月、145-154頁、ISSN 0387-3552。
- 「アメリカが見た朝鮮開国と日清戦争」『歴史通』第35号、ワック、2015年3月、84-95頁。

### インタビュー
- 喜多由浩 (2010年1月14日). “【著者に聞きたい】渡辺惣樹さん『日本開国』”. 産経新聞 (産業経済新聞社)ほか多数